# Circuito Masculino ITF 2018
Los Futures 2018 en la edición 2018 de la gira de nivel de entrada para el tenis profesional masculino, es la tercera a nivel de tenis por debajo de la Asociación de Profesionales de Tenis y Challenger Tour. Es organizado por la Federación Internacional de Tenis (ITF), además, organiza el Circuito Masculino ITF, es el recorrido de nivel de entrada para el tenis profesional masculino. Los torneos futures se organizan para ofrecer cualquiera de $ 15,000 o $ 25,000 en premios y torneos que ofrecer hospitalidad a los jugadores que compiten en el cuadro principal dar puntos de clasificación adicionales que son válidas en el marco del sistema de ranking ATP, y deben ser organizada por una asociación nacional o aprobados por el Comité del Circuito Masculino ITF.

## Naciones participantes anfitrionas
- Alemania
- Alemania
- Baréin
- Canadá
- Catar
- China
- Egipto
- Estados Unidos
- Francia
- Reino Unido
- Grecia
- Guam
- Hong Kong
- India
- Italia
- Japón
- Kazajistán
- Portugal
- Rusia
- España
- Suiza
- Túnez
- Turquía
- Uzbekistán

## Calendario

### Clave
| Torneo de $25,000 |
| Torneo de $15,000 |

### Enero-marzo
| N.º | Enero  | Enero  | Enero  | Enero  | Enero  | Febrero | Febrero | Febrero | Febrero | Marzo | Marzo | Marzo | Marzo |
| N.º | 1      | 8      | 15     | 22     | 29     | 5       | 12      | 19      | 26      | 5     | 12    | 19    | 26    |
| --- | ------ | ------ | ------ | ------ | ------ | ------- | ------- | ------- | ------- | ----- | ----- | ----- | ----- |
| 1   | USA F1 | USA F2 | CHN F2 | GER F2 | EGY F3 |         |         |         |         |       |       |       |       |
| 2   | HKG F1 | CHN F1 | EGY F1 | CHN F3 | GER F3 |         |         |         |         |       |       |       |       |
| 3   |        | FRA F1 | FRA F2 | EGY F2 | GBR F1 |         |         |         |         |       |       |       |       |
| 4   |        | GER F1 | ESP F1 | FRA F3 | ESP F3 |         |         |         |         |       |       |       |       |
| 5   |        | TUN F1 | TUN F2 | ESP F2 | TUN F4 |         |         |         |         |       |       |       |       |
| 6   |        | TUR F1 | TUR F2 | TUN F3 | TUN F4 |         |         |         |         |       |       |       |       |
| 7   |        | USA F3 | USA F4 | TUR F3 | USA F6 |         |         |         |         |       |       |       |       |
| 8   |        |        |        | USA F5 |        |         |         |         |         |       |       |       |       |
| 9   |        |        |        |        |        |         |         |         |         |       |       |       |       |
| 10  |        |        |        |        |        |         |         |         |         |       |       |       |       |

## Distribución de puntos
| Categoría        | G  | F  | SF | CF | R16 | R32 |
| ---------------- | -- | -- | -- | -- | --- | --- |
| Futures 25,000+H | 35 | 20 | 10 | 4  | 1   | 0   |
| Futures 25,000   | 27 | 15 | 8  | 3  | 1   | 0   |
| Futures 10,000   | 18 | 10 | 6  | 2  | 1   | 0   |